# Hypsicera minor
Hypsicera minor là một loài tò vò trong họ Ichneumonidae.